# Ханенки
Ханенко, Ханенки (укр. Ханенко, пол. Chanenko) — украинский козацко-старшинский и дворянский род, из которого, в частности, происходил украинский гетман Михаил Ханенко.
Родоначальником его считается запорожец Стефан Ханенко, живший в начале XVII в. Сын его Михаил был гетманом правобережной Украины. Потомство Лаврентия и Сергия Ханенков пожалованы шляхетством, герб по привилегии короля Яна Казимира от 1661 г.
Один из внуков Стефана — Фёдор (умер 1744) был обозным полковым киевским, другой внук — Данило — наказным лубенским полковником во время похода русского войска под начальством Б. П. Шереметьева на низовья Днепра и в 1697 г. убит при осаде Кизикерменя. Данило Ханенко был женат на дочери генерального есаула Ломиковского, человека очень близкого к Мазепе. От этого брака родился Николай Ханенко — генеральный хорунжий и известный мемуарист.
Всё значительное имение Николая Ханенко перешло к младшему его сыну Ивану. Последний был адъютантом Румянцева при введении наместничеств. Умер в чине полковника. Из внуков его Михаил был почетным попечителем Новгородсеверской гимназии и большим любителем малорусской старины, преимущественно, впрочем, фамильной. Им напечатано в «Чернигов. Губ. Вед.» 1850-х гг. несколько важных документов по истории рода Ханенко. Он находился в постоянных сношениях с О. М. Бодянским, которому доставил немало ценных материалов по истории Малороссии.
Другой внук — Александр Иванович (умер 90 лет от роду в 1895 году) — один из деятелей крестьянской реформы в Черниговской губернии, любитель и собиратель произведений искусства. Правнук — Ханенко, Богдан Иванович (1850—1917) — промышленник, меценат, издал несколько выпусков «Древностей Поднепровья», заключающих в себе снимки с предметов, найденных при раскопках на его счет.

## Описание герба

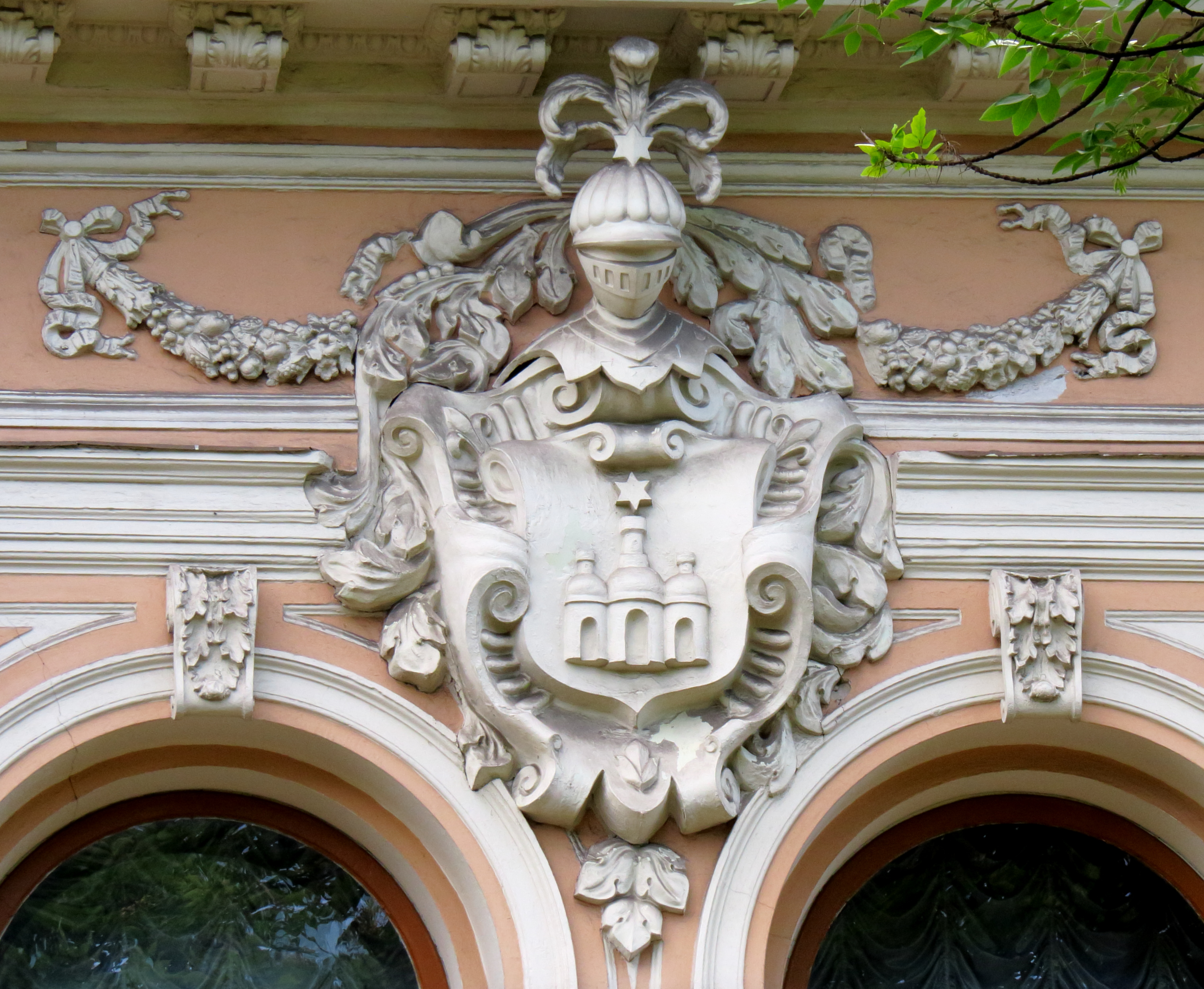
Герб Ханенко на их особняке в Киеве

Герб рода Ханенко внесен в Малороссийский гербовник:
В голубом поле три башни (красная крепость о трех башнях и трех вратах), сопровождаемых сверху шестиконечной звездою. Нашлемник: три страусовых пера.

## Представители
Потомство Лаврентия Степановича Ханенко
- Лаврентий Степанович Ханенко — польский шляхтич, 9 сентября 1661 года в знак военных заслуг по привилегии короля польского Яна Казимира возведён с потомством в дворянское достоинство и пожалован населёнными имениями: городом Брусилов, местечком Водоти и селом Соловьёвка, Хвастовского уезда. 
  - Даниил (Данило) Лаврентьевич Ханенко (1???—1695 (1697[2])) — наказной полковник Лубенский, убит на русско-турецкой войне под крепостью Кизекерманом.
    - Николай Данилович Ханенко — генеральный хорунжий, за знатную службу пожалован универсалами гетманов Павла Полуботка (1723), Даниила Апостола (1730) и графа Разумовского (1751) населёнными имениями в Стародубском полку: сёлами Перегон, Дешковичи, Курово, Чуборово и хутором Василевка (взамен дедовских имений, которые отошли Польской державе).
      - Иван Николаевич Ханенко — подполковник, женат на Софии Григорьевне Горленко (1749—1812).
        - Иван Иванович Ханенко (21 июня 1787—1851) — штабс-ротмистр Изюмского гусарского полка, родился в местечке Городище Черкасского уезда Киевской губернии, женат на Екатерине Ивановне Третьяковой.
          - Александр Иванович Ханенко (1816—1895) — действительный статский советник, в 1846-1849 годах был Суражским уездным предводителем дворянства, управляющим государственным имуществом Черниговской губернии. Был женат на Екатерине Васильевне Гундиус.
            - Алексей Александрович Ханенко (1840—?) — мировой судья Варшавского судебного округа.
            - Анастасия Александровна Ханенко (1845—?) — замужем за Александром Михайловичем Демидовским (?—1898).
            - Александр Александрович Ханенко (1850—?) — тюремный инспектор Черниговской губернии.
            - Константин Александрович Ханенко (1851—1900)

          - Иван Иванович Ханенко (1817—?) — коллежский секретарь, женат на Екатерине Богдановне Нилус, дочери генерала Богдана Богдановича Нилуса.
            - Екатерина Ивановна Ханенко (1841—?)
            - Богдан Иванович Ханенко (1849—1917) — русский промышленник, коллекционер, меценат. В 1906-1912 годах выбирался членом Государственного совета от промышленников. Был женат на Варваре Николаевне Терещенко (1852—1922), дочери тайного советника Н. А. Терещенко.
            - София Ивановна Ханенко (1853—?)
            - Иван Иванович Ханенко (1860—?) — подпоручик, женат на Феодосии Константиновне Гиндиус.

          - Михаил Иванович Ханенко (1818—?) — гвардии поручик.
            - Лидия Михайловна Ханенко (1842—?)
            - Екатерина Михайловна Ханенко (1845—?)
            - Михаил Михайлович Ханенко (1851—?)

    - Иван Данилович Ханенко — священник Спасо-Преображенской церкви города Козельца.

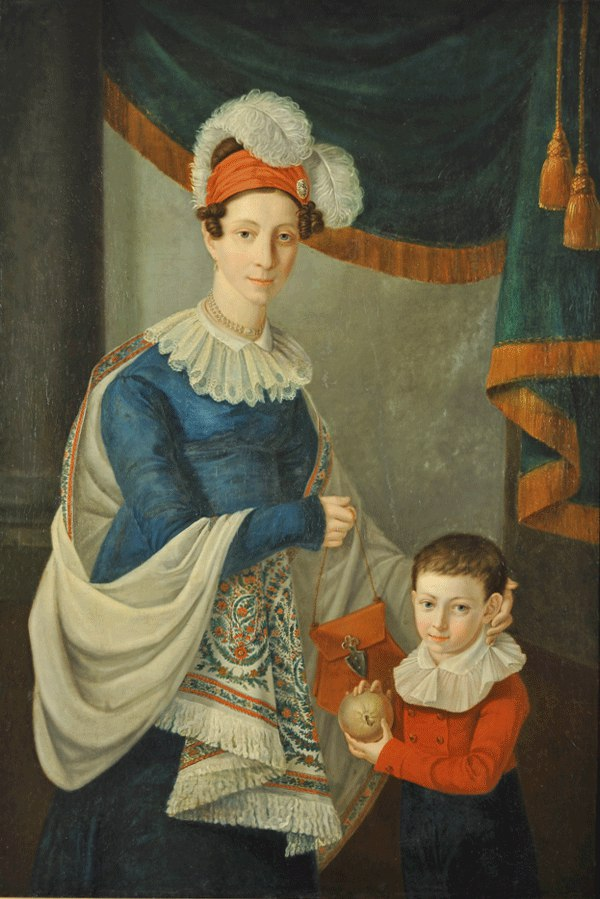
Портрет Екатерины Ивановны Ханенко работы Франческо Пеллегрини, 1821 г.
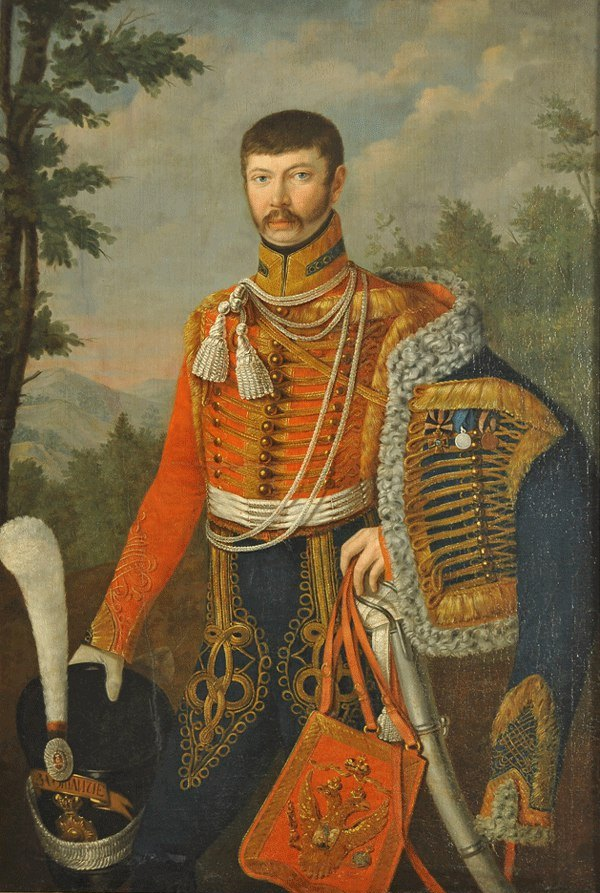
Портрет Ивана Ивановича Ханенко работы Франческо Пеллегрини, 1816 г.
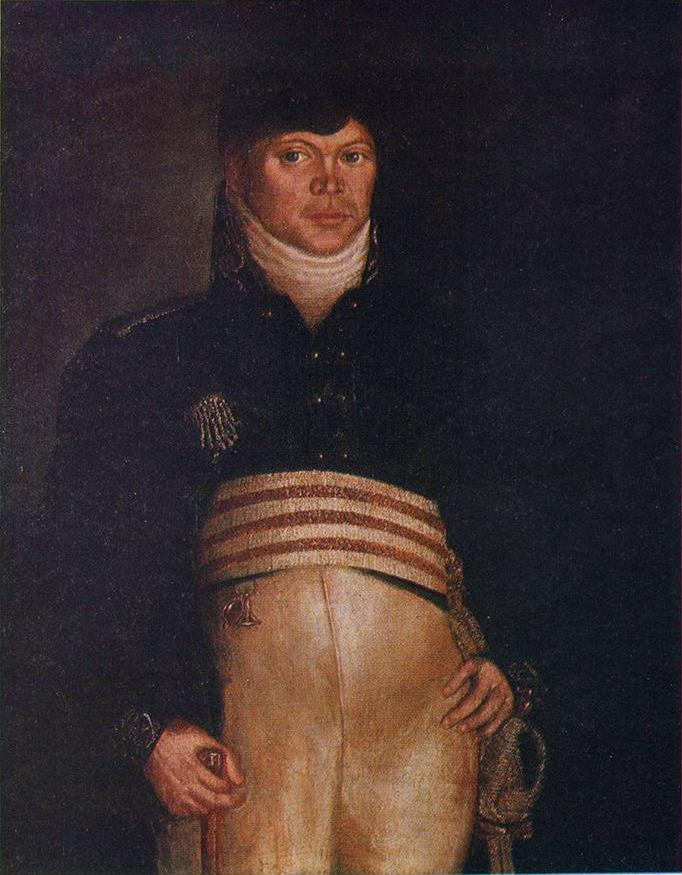
Портрет Николая Ивановича Ханенко работы Г. Кушлянского, 1809 г.
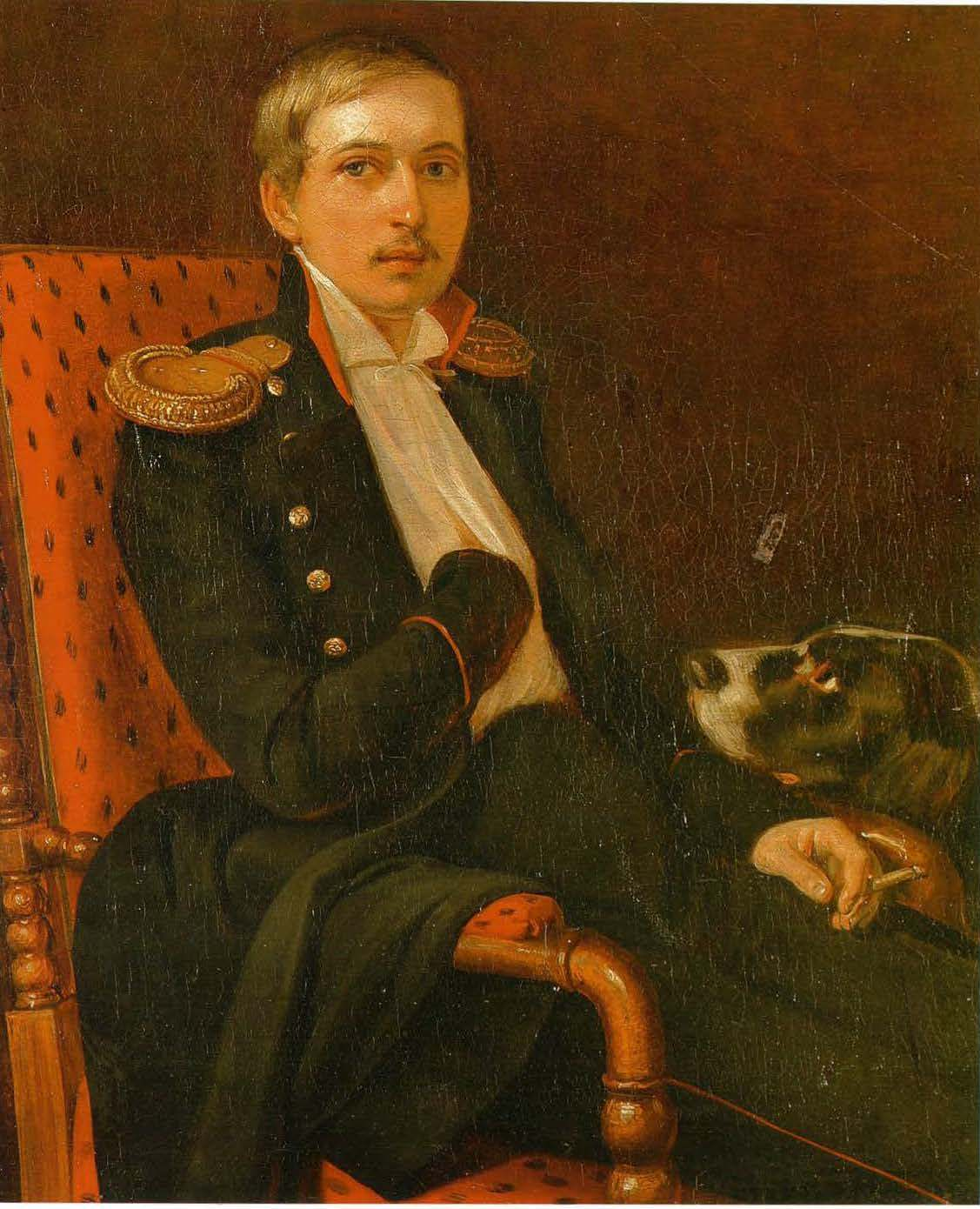
Портрет Михаила Ивановича Ханенко с собакой работы П. Захарова-Чеченеца, 1841 г.
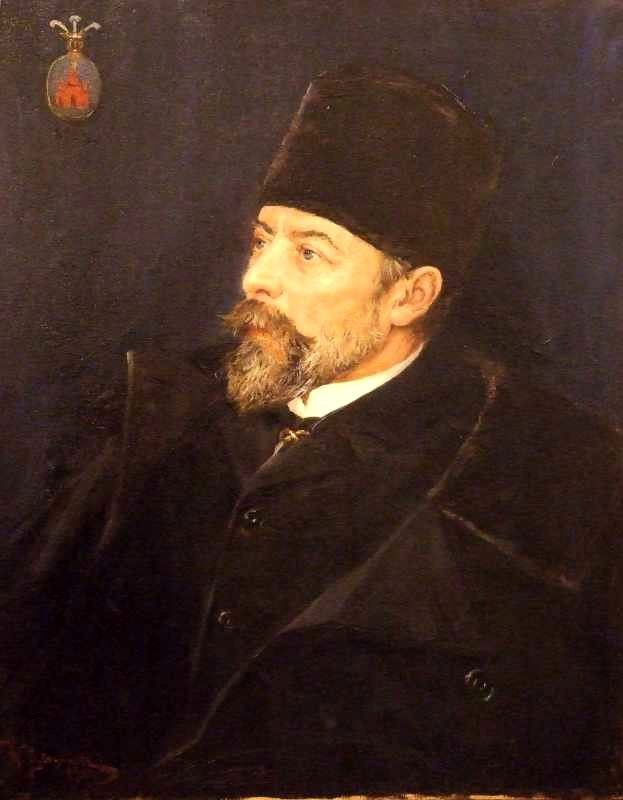
Портрет Богдана Ивановича Ханенко работы К. Вещилова, 1904 г.